# Miroslav Vukelić Mesalov
Miroslav Vukelić Mesalov (Karlobag, 1851. – 20. kolovoza 1925.), otac hrvatskog zagonetaštva.

## Životopis
Rodom je iz plemićke obitelji Vukelića, ličkih Bunjevaca. Bio je prvo od četvero djece u roditelja Petra i Francike Vukelić. Godine 1875. Vukelić objavljuje svoju prvu zagonetku. Godine 1893. odlazi u mirovinu, najvjerojatnije zbog zdravstvenih
razloga. Tih godina se iz Senja preseljava u Zagreb. Umro je 20. kolovoza 1925. godine.
Pisao je pod pseudonimom Mesalov i Zyr Xapula.